# Pruemopterus
Pruemopterus es la única especie del género monotípico Pentecopterus de euriptéridos, un grupo extinto de artrópodos acuáticos. P. salgadoi, se conoce gracias a un único espécimen fósil descubierto en yacimientos geológicos del Devónico temprano en Alemania. El nombre del género deriva del río Prüm y del valle circundante de Prüm, donde se encontró el fósil, y del griego antiguo πτερόν (pteron, "ala"), en referencia a las palas natatorias de los euriptéridos, y el nombre de la especie honra al fotógrafo y reportero gráfico brasileño Sebastião Salgado.
Pruemopterus era un euriptérido adelftálmido muy pequeño, y el único espécimen conocido medía unos 2,5 centímetros de longitud. Aunque superficialmente es similar al género Parahughmilleria, Pruemopterus se distingue de otros adelftálmidos por varias características, sobre todo su caparazón ancho y vagamente rectangular y sus ojos redondeados, en lugar de alargados. Pruemopterus vivía junto a otros animales del Devónico temprano, incluidos otros géneros de euriptéridos, en un entorno de aguas salobres a dulces poco profundas.

## Descripción
Pruemopterus era un euriptérido adelftálmido muy pequeño, que sólo medía unos 2,5 centímetros de longitud. El caparazón (placa craneal) de Pruemopterus tenía una forma vagamente rectangular, y medía unos 3,8 milímetros (0,15 pulgadas) de largo y 7,5 milímetros (0,3 pulgadas) de ancho. Los ojos compuestos del Pruemopterus eran redondos y estaban situados en posición centrimesial anterior (centro-adelante). A lo largo de los segmentos séptimo a duodécimo del opistosoma (cuerpo posterior), Pruemopterus tenía fuertes epímeros laterales ("extensiones" a lo largo de los bordes). El cuerpo posterior de Pruemopterus era relativamente ancho, y el pretelson (el último segmento del cuerpo, antes de la cola) era aproximadamente la mitad de largo que de ancho. El propio telson ("cola") era lanceolado (en forma de lanza) y robusto. Como en otros adelftálmidos, las patas de Pruemopterus eran espiníferas (con espinas). Aunque sólo se conservan fragmentariamente, la cantidad de espinosidad (el grado de espinosidad de las patas) parece haber sido similar a la del Adelophthalmus. El apéndice genital (una "varilla" ventral que forma parte del aparato reproductor) está presente en el único espécimen conocido, pero está mal conservado y falta su extremo distal. Se extendía del primer al tercer esternito (mitad ventral del segmento corporal) y era de tipo A, es decir, el espécimen era hembra.

## Historia de la investigación
El único ejemplar conocido de Pruemopterus fue descubierto por el paleontólogo alemán Markus J. Poschmann en la década de 1980. Fue descubierto en una cantera de arenisca ya en desuso dentro del municipio de Hermespand, cerca del propio pueblo y del de Willwerath, en Weinsheim, Alemania. Los yacimientos fósiles en los que se descubrió el ejemplar pertenecen a la Formación Klerf y son de edad Devónico temprano, concretamente de la época superior del Emsiano inferior.
Poschmann no describió formalmente el fósil hasta 2020, cuando determinó que la combinación de rasgos que mostraba sugería que se trataba de un euriptérido antioftálmido similar a Parahughmilleria, conocido en los mismos yacimientos, pero que difería en los rasgos de su caparazón, opistosoma y telson. Poschmann bautizó el nuevo género y especie con el nombre de Pruemopterus salgadoi. El espécimen se conserva actualmente en la Generaldirektion Kulturelles Erbe, Direktion Landesarchäologie/Erdgeschichte de Coblenza (Alemania), y forma parte de la Colección Estatal de Historia Natural de Renania-Palatinado. Originalmente recibió la designación provisional 355-D de Poschmann, el espécimen tiene ahora el número de depósito PWL 2014/5186-LS a,b (a es la parte y b es la contraparte del fósil de compresión).
El nombre genérico Pruemopterus deriva del río Prüm y del valle del Prüm que lo rodea, donde se encuentran Hermespand y Willwerath, y del sufijo '-opterus', derivado del griego antiguo πτερόν (pteron, "ala"), utilizado a menudo para denominar a los euriptéridos debido a los amplios apéndices natatorios en forma de ala del suborden de los euriptéridos. El nombre de la especie salgadoi hace honor al fotógrafo y fotoperiodista brasileño Sebastião Salgado.

## Clasificación
Poschmann clasificó a Pruemopterus en la familia de los euriptéridos Adelophthalmidae, la única familia dentro de la superfamilia Adelophthalmoidea. En particular, Poschmann señaló que las comparaciones morfológicas con otros géneros de adelftálmidos sugerían que Pruemopterus estaba más estrechamente emparentado con Parahughmilleria. Sin embargo, Pruemopterus difiere de otros euriptéridos adelftálmidos principalmente en las características de su caparazón y sus ojos. El caparazón corto y rectangular de Pruemopterus, y sus ojos redondeados en lugar de alargados, distinguen fácilmente al género de los géneros de euriptéridos adelftálmidos Eyslopterus, Pittsfordipterus, Bassipterus, Nanahughmilleria y Adelophthalmus. Lo mismo se aplica a Parahughmilleria, que vivió durante la misma época que Pruemopterus, aunque la especie Parahughmilleria hefteri (posiblemente una fase de crecimiento más joven de la especie Parahughmilleria major) es superficialmente similar a Pruemopterus por la forma aerodinámica de su cuerpo y los epímeros laterales a lo largo de los mismos segmentos del opistosoma. Pruemopterus puede distinguirse de Parahughmilleria hefteri por varias características, como sus ojos más centrados y redondeados, su caparazón más ancho, los epímeros mucho más prominentes y el telson más ancho y robusto. Otra diferencia entre Pruemopterus y Parahughmilleria es que los segmentos opistosómicos de Pruemopterus son más o menos constantes en longitud, mientras que aumentan en longitud posteriormente en Parahughmilleria. El género Unionopterus, probablemente un adelftálmido, se conoce fragmentariamente, lo que complica las comparaciones, pero se diferencia claramente de Pruemopterus por sus ojos más pequeños y el borde marginal más ancho de su caparazón.
Poschmann también señaló en su descripción del espécimen tipo que también había similitudes con los Hughmilleriidae de la superfamilia Pterygotioidea, aunque Pruemopterus difería de los géneros de esa familia en que tenía epímeros laterales prominentes en sus segmentos opistosómicos (una característica que falta en su mayor parte entre los Hughmilleriidae) y sus ojos no estaban situados en el margen del caparazón.

## Paleoecología
Los yacimientos en los que se descubrió el fósil de Pruemopterus forman parte de una localidad fosilífera del Devónico temprano denominada "Fossil-Lagerstätte Willwerath", que ha producido numerosas plantas terrestres, artrópodos y vertebrados primitivos. Entre los quelicerados, a los que pertenecen los euriptéridos, los yacimientos del Devónico temprano han proporcionado arácnidos.(Devonotarbus hombachensis y Xenarachne willwerathensis)y xifosúridos primitivos (género Willwerathia). Los euriptéridos son especialmente diversos en estos yacimientos, con cinco géneros además de Pruemopterus: Jaekelopterus, Rhenopterus, Erieopterus, Adelophthalmus y Parahughmilleria. Pruemopterus parece haber vivido en ambientes acuáticos no marinos. Se ha interpretado que los yacimientos fósiles de euriptéridos del Devónico temprano de Renania formaban parte de un entorno acuático poco profundo con agua entre salobre y dulce, como un estuario o una bahía. La litología de los yacimientos en los que se descubrió Pruemopterus se compone de limolita gris litificada.